# Kirche Hl. Prophet Elias (Ilijaš)
Die Kirche Hl. Prophet Elias (serbisch: Храм Светог  Пророка Илије, Hram Svetog Proroka Ilije) in Ilijaš ist eine serbisch-orthodoxe Kirche in Bosnien und Herzegowina. Die Kirche wurde von 1879 bis 1881 erbaut. Sie ist dem alttestamentlichen Propheten Elija geweiht. Die Kirche gehört zur Metropolie von Dabrobosnien der Serbisch-Orthodoxen Kirche. 

## Lage
Die Kirche liegt nicht weit vom Ufer der Bosna. Auch der kleinere Fluss Misoča fließt nahe der Kirche. Das Gotteshaus steht im Zentrum der Stadt.

## Geschichte
Die Pfarrei Ilijaš besitzt nur eine Kirche, die Kirche Hl. Prophet Elias im Stadtzentrum. Die Kirche wurde von 1879 bis 1881 erbaut. Das Gotteshaus wurde aus Stein errichtet. Nach dem Vertrag von Dayton 1995, der den Bosnienkrieg (1992–1995) beendete, gehörte die Stadt zur Föderation Bosnien und Herzegowina. Während des Krieges wurden die Bosniaken vertrieben. Die Gemeinde nahm jedoch serbische Flüchtlinge aus Sarajevo auf. 1996 als die Muslime in die Stadt zurückkehrten, wurde die Kirche am Vorabend des Vidovdan verwüstet und in Brand gesteckt. Zuvor war man gewaltsam in die Kirche eingedrungen. Die Mehrheit der serbischen Einwohner floh nach dem Krieg aus der Stadt nach Banja Luka. Heute stellen die Bosniaken die absolute Mehrheit der Bevölkerung.
Die Kirchengemeinde besaß vor dem Krieg 1992 drei Gebäude. Das Sveti Sava Haus diente als erste Schule und wurde 1875 errichtet. Das Pfarrhaus wurde 1925 erbaut. Ein weiteres Pfarrhaus wurde 1935 erbaut und wurde zuerst einige Jahre als Schule genutzt, bevor der Priester dort einzog. 1959 wurde das zweite Pfarrhaus vom Staat der Kirchengemeinde enteignet und als Lagerhaus genutzt. Erst 1985 konnte die Kirche per Gericht das Gebäude zurückerhalten, ab dann diente es den zweiten Popen als Wohnung. Alle diese Gebäude wurden 1996 mit der Kirche in Brand gesetzt. Die Kirche ist inzwischen wieder renoviert worden. 
2010 wurde die Kirche in der Nacht vom 11. auf den 12. Dezember von Unbekannten überfallen und verwüstet, der Interreligiöse Rat von Bosnien und Herzegowina verurteilte diesen Vandalismus hart. Ebenfalls im Dezember 2011 wurde die Kirche wieder verwüstet, vor allem die Ikonen wurden geschändet. 

### Pfarrei Ilijaš
Vor dem Bosnienkrieg 1992 gab es zwei Pfarreien in Ilijaš. Die erste Pfarrei umfasste die Orte: Stari Ilijaš (Alt Ilijaš), Luka, Malešići, Bioča. Donja Vogošća, Vlaškovo und Semizovac. Die zweite Pfarrei umfasste die Orte: Novi Ilijaš (Neu Ilijaš), Podlugovi, Kadarići, Mrakovo, Sovrle, Ljubnići, Čifluk, Podgora und Očevlje.
Die Pfarreien von Ilijaš wurden von 1885 bis 1996, von folgenden Geistlichen betreut: Prokopije Damjanović von 1885 bis 1902, Trifko Maksimović (wurde 1914 von den Österreichern getötet), Er war Priester von 1903 bis 1914. Nikola Skakić von 1918 bis 1930. Vasilije Zečević von 1931 bis 1952. Danilo Marjanac von 1952 bis 1978. Jeremija Starovlah von 1978 bis 1996. Und Cvijan Golubović von 1996 bis 2008. Seit 2008 ist Predrag Masal Pope der Kirche.